# Technischer Überwachungsverein
Pour la localité, voir Tuv.

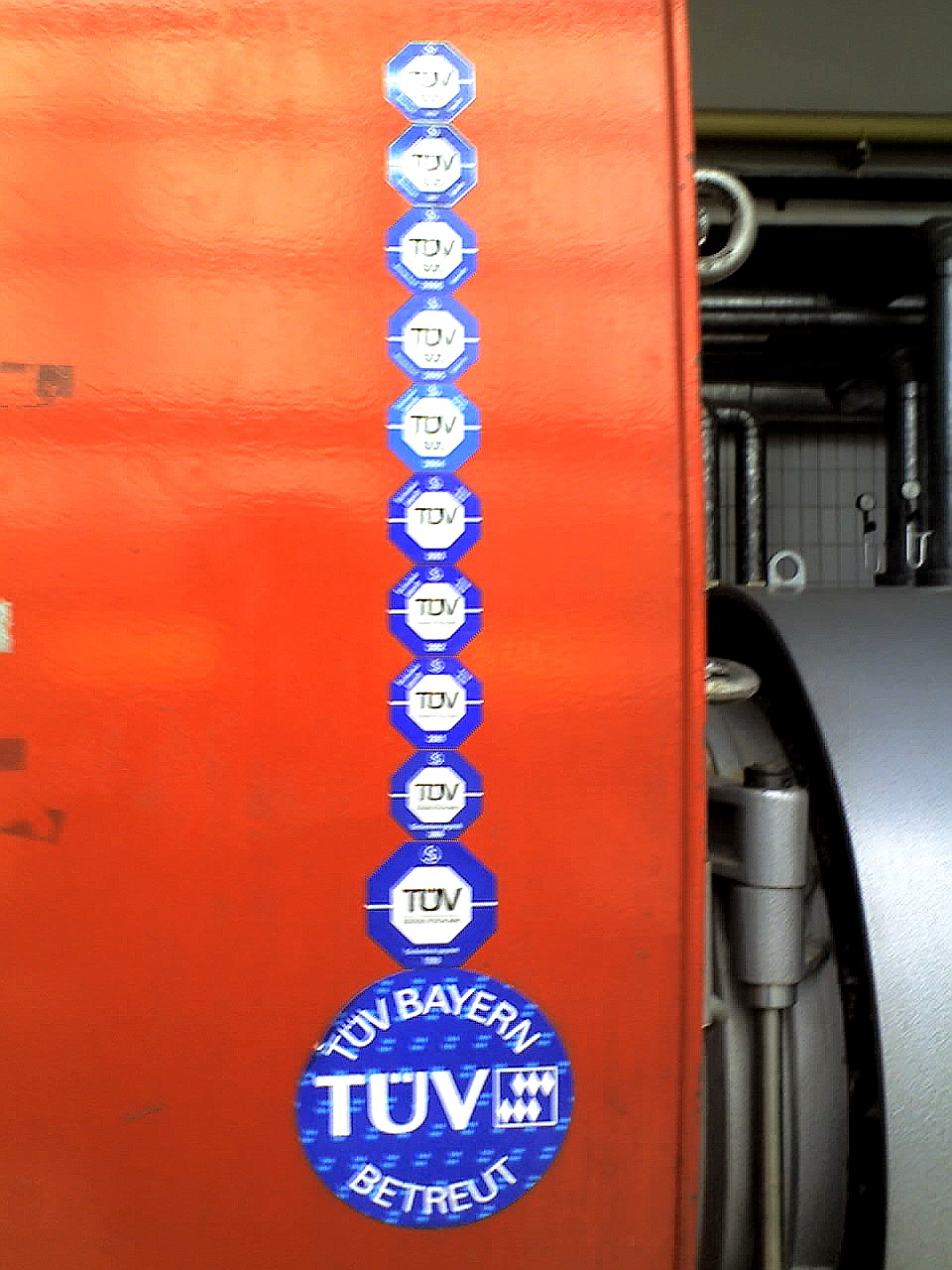
Labels du TÜV-Süd.

Les TÜV (abréviation de Technischer Überwachungsverein, français : Association d'inspection technique) sont des organisations allemandes travaillant à la validation/certification des produits de tous types pour protéger l'environnement et la santé humaine. Ils se présentent en tant que consultants indépendants, examinent les usines, véhicules à moteur, installations énergétiques, attractions mécaniques, périphériques et autres variétés de produits qui le nécessitent.

## Filiales et divisions
Les filiales et divisions incluent :
- TÜV NORD Group
- TÜV SÜD Group
  - TÜV Product Service
  - TÜV SÜD America
    - TÜV SÜD Iberia (Espagne)

  - TÜV Rheinland Group
    - TÜV DCTA
    - Secta Autosur

  - TÜV Hessen
  - SGS TÜV.

## Contrôle technique en France
Le TÜV Rheinland est l’actionnaire majoritaire de SECTA (Société européenne de contrôle technique automobile) plus connu sous les enseignes Autosur et Diagnosur. La division poids lourd est Technosur. 
TÜV DCTA est une filiale du TÜV Rheinland qui possède une quarantaine de centres de contrôle technique automobile. Les centres de contrôle technique automobile TÜV DCTA sont affiliés au réseau Autosur dont le groupe TÜV Rheinland est également actionnaire.

## Scandale des prothèses PIP
TÜV était l'organisme chargé de certifier la qualité et la conformité des prothèses mammaires frauduleuses produites par l'entreprise Poly Implant Prothèse : la responsabilité de l'organisation a donc été mise en cause dans le scandale. 
Le 19 novembre 2010 l'association PPP (Porteuses de prothèses PIP), dont les avocats, maîtres Philippe Courtois et Jean-Christophe Coubris, représentent plus de 2 000 victimes, dépose plainte contre TÜV auprès du procureur de la République de Marseille pour mise en danger de la vie d'autrui et blessures involontaires.
Le 9 janvier 2012, Laurent Gaudon, l’avocat marseillais de plusieurs porteuses de prothèses mammaires PIP, a déposé une assignation en référé devant le tribunal de grande instance de Marseille visant TÜV. Selon La Provence qui révèle l’information, TÜV est attaqué pour « manquement à son obligation de certification et de contrôle ».
Dans plusieurs pays, des procédures ont été lancées par les distributeurs des prothèses contre TÜV. L'association des porteuses de prothèses PIP a également assigné l'organisme vérificateur pour « mise en danger de la vie d'autrui et blessures involontaires » en novembre 2010.
En février 2021, la cour d'appel d'Aix-en-Provence confirme la responsabilité du certificateur TÜV.